# Víctor Álvarez
Víctor Guillermo Álvarez Delgado (Barcelona, 14 de março de 1993) é um futebolista profissional espanhol que atua como defensor.

## Carreira
Víctor Álvarez começou a carreira no RCD Espanyol.